# Sân bay Hakodate
Sân bay Hakodate (函館空港 Hakodate Kūkō) (IATA: HKD, ICAO: RJCH), là một sân bay tọa lạc 10 km về phía đông của trung tâm Hakodate, một thành phố ở Hokkaidō, Nhật Bản. Sân bay này có 1 đường băng dài 3000 m. Sân bay Hakodate được khai trương năm 1961.

## Các hãng hàng không và các tuyến điểm

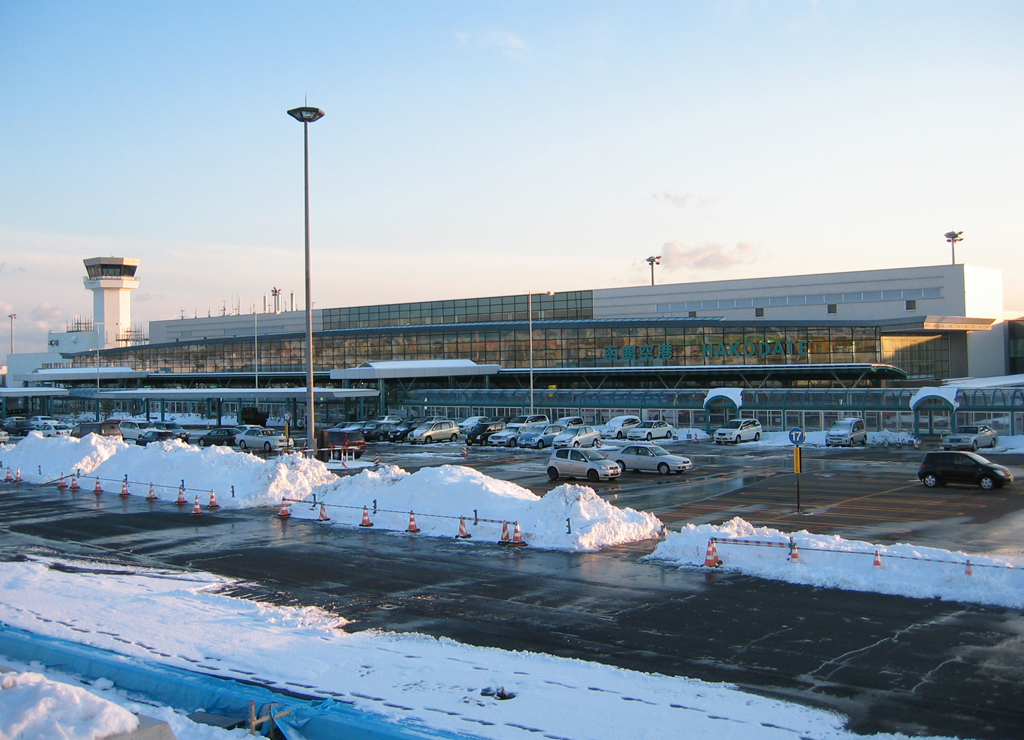
Nhà ga hành khách sân bay Hakodate

### Nội địa
- Air Do (Tokyo Haneda)
- Airtransse (Ōzora, Obihiro)
- All Nippon Airways (Osaka Kansai, Nagoya, Sapporo Okadama, Tokyo Haneda)
- Hokkaido Air System (Asahikawa, Kushiro,  Sapporo Okadama, Okushiri)
- Japan Airlines (Tokyo Haneda, Osaka Kansai)

### Quốc tế
- Asiana Airlines (bay thuê bao nối Seoul Incheon)
- Cathay Pacific (bay thuê bao nối Hong Kong)
  - Dragonair (bay thuê bao nối Hong Kong)
- SAT Airlines (Yuzhno-Sakhalinsk)
- Korean Air (Seoul Incheon)